# Ilhas Monach

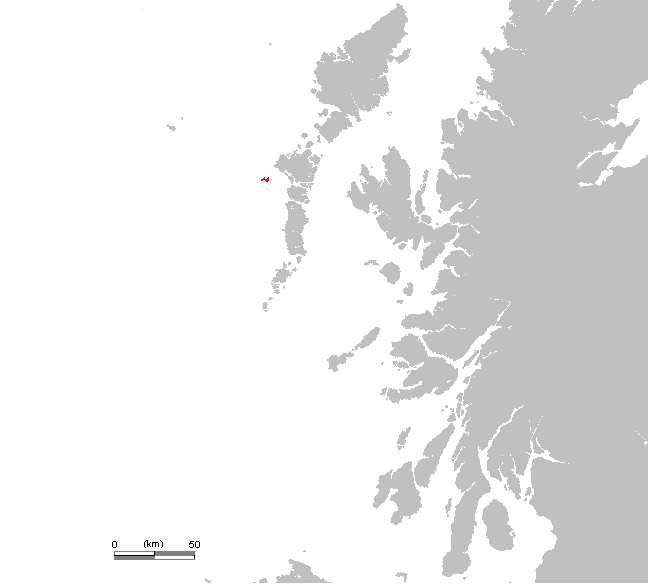
Localização das Ilhas Monach, a vermelho.

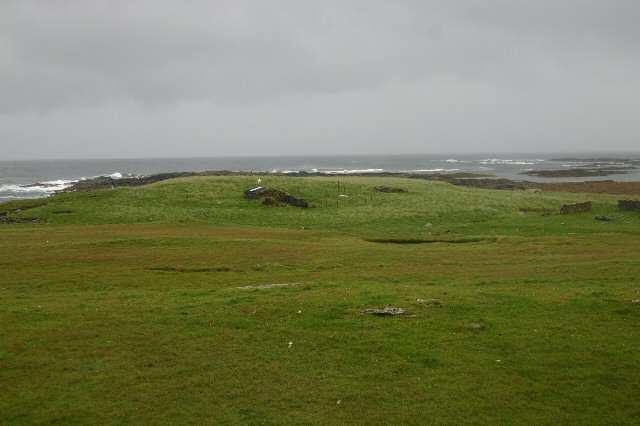
Paisagem das ilhas Monach.

As Ilhas Monach (em inglês:  Monach Islands), também conhecidas como Heisker (em língua gaélica escocesa: Eilean Heisgeir), são um arquipélago a oeste de North Uist, nas Hébridas Exteriores, Escócia.
Despovoadas desde 1948, chegaram a ser habitadas por mais de 100 pessoas durante séculos, até 1810.
As ilhas principais de Ceann Ear (que antigamente tinha uma abadia), Ceann Iar e Hearnish estão todas ligadas entre si na maré baixa. Diz-se que também houve tempos em que era possível caminhar até Baleshare e North Uist na maré baixa.
Formam uma Reserva Nacional natural da Escócia e são conhecidas pela população de foca-cinzenta, albergando também numerosas aves marinhas e uma rica flora.
Existe um pequeno farol automatizado, construído para substituir outro mais antigo em 1943.
As ilhas mais pequenas do grupo incluem Deasker, Shillay e Stockay.